# مارکو ماروزی
مارکو ماروزی (انگلیسی: Marco Marozzi؛ زادهٔ ۷ ژانویهٔ ۱۹۹۹) بازیکن فوتبال است.